# Ліснослобідська гімназія
Перша згадка про школу в Лісній Слобідці відноситься до 1823 року. Школа тоді була парохіальна. З 1860 року в селі почала діяти початкова школа. Власником посілості двірської був Гайовий Іван. На той час нараховувалось 45 учнів, але в школу ходили переважно діти з багатих сімей. 1862 року було відкрито народну школу з одним вчителем. Оплата праці на той час була 100 злотих.
1868 року є згадка, що школа була двомовна. Навчалося 69 дітей шкільного віку. Вчителем був Ромуальд Базалій. Релігію на той час викладав Авксентій Грабовецький. Навчання велося українською мовою.
1907 року -- заснована польська народна школа. У 1929 році теж згадується в селі польська школа, в 1935 була чотирикласна школа. На початку жовтня 1939 року розпочалося навчання в колишній сільськогосподарській школі. Спершу її перепрофілювали у дворічну рільничу школу, а на її базі 8 квітня 1940 року створили чотирирічний технікум, який мав дуже добру навчальну і матеріальну базу. Технікум готував агрономів -- рільників.
З 1942 по 1944 рік директором школи був Попович Іван Дмитрович. Пізніше він був завідувачем райво. У село з Київської області були прислані молоді вчителі: Федорченко, Василяк Надія Іванівна, Дутчак Оксана Володимирівна. У 1947-1948 роках директором призначили Мазуренко Марію Андріївну, яка приїхала зі Східної України. У 1951 році почалась добудова школи. Матеріал везли із людських стодол. Грошей на будівництво держава майже не виділяла. Будувалася школа народним методом. У 1952-1954 роках директором став Скачко Василь Іванович. У 1954-55 роках директором працює Галюк, а завучем -- Заяць Василь Іванович, який у 1956 році виконує обов’язки директора. З 1956 по 1972 роки директором школи працював Надорожний Михайло Петрович, який велику увагу приділяв вихованню. Він говорив: "Якщо дитина чогось не довчила, то вивчить потім, а якщо не отримає потрібного виховання, то це буде великою помилкою". За Надорожного було розпочато будівництво шкільної майстерні. Допомагали у будівництві учні, жителі села, вчителі. 
З 1972 по 1986 рік директором школи працював Каратник Микола Васильович, з 1986 по 1997 школу очолював Ватаманюк Василь Васильович. За цей період газифікували школу, заблокували повністю навчання у приміщенні старої школи 1950 року будівництва і списали її, перевівши учнів у приміщення колишнього дитячого садка.
З 1997 року школу очолює Бабинюк Галина Софронівна. За цей час зроблено шкільну огорожу, повністю замінено естетичне оформлення шкільних коридорів та класних приміщень, зроблено капітальний ремонт фасаду школи. А найважливішою подією є здійснення добудови 150 м² шкільних приміщень і одного класного приміщення у 2006-2007 роках. Також повністю перекрито дах. У 2010 році здійснено повну реконструкцію шкільної їдальні фірмою "Доброта", керівник -- Соколюк В. М.
1. ↑  www.lsschool.org.ua. {{cite web}}: Пропущений або порожній |title= (довідка); Пропущений або порожній |url= (довідка)